# Vincenzina Ghirardi Fabiani
Vincenzina Ghirardi Fabiani, in arte Fabiola (fl. XIX-XX secolo), è stata una scrittrice italiana attiva alla fine dell'Ottocento e nei primi anni del Novecento.
Collaborò assiduamente con gli editori Speirani, con i quali pubblicò tre dei suoi sette romanzi editi in volume (A vita nuova, 1896; La figlia dell'esule, 1897; Camir. Scene della vita indiana, 1898). Sempre per gli Speirani lavorò alla collana In giro pel Mondo.
I titoli dei suoi altri romanzi, stando a quanto risulta al Servizio bibliotecario nazionale, sono: Anime adolescenti, ed altre novelle (1910), Leggenda medioevale in cui si racconta di madonna Alda e del conte Aldovino. Il segreto delle ondine: novella fantastica (1911), Paolo Boselli (1914) e Anime giovani e belle. Racconti (1915). 
Vincenzina Ghirardi Fabiani pubblicò su Il Novelliere Illustrato nel 1895 il romanzo Vita eccentrica, che fu poi continuato da Emilio Salgari nel suo I predoni del gran deserto. Vita eccentrica portava la firma "Fabiola", ma è lo stesso Salgari a chiarire l'identità dell'autrice all'inizio del suo romanzo, spiegando chi si celasse sotto lo pseudonimo.